# Македонски алманах
„Македонски алманах“ (изписване до 1945 година: „Македонски алманахъ“) e пространен фотодокументален труд, отстояващ българския етнически характер и идеята за автономия на Македония. Излиза от печат в Индианаполис, САЩ, през 1940 година. Главен редактор на изданието е Петър Ацев от Централния комитет на Македонската патриотична организация.